# Volksbank Franken

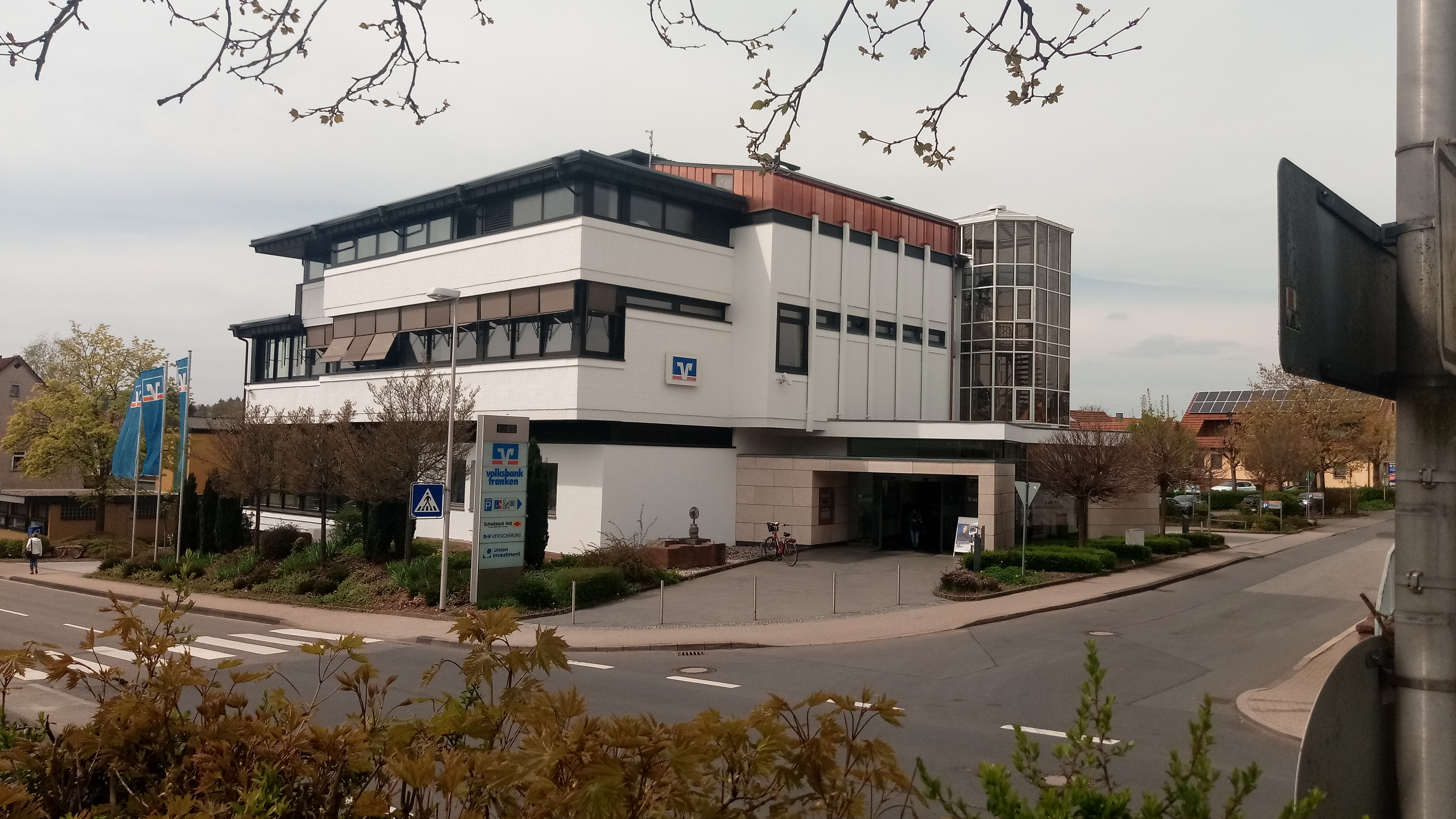
Volksbank Franken in Buchen

Die Volksbank Franken eG ist eine Genossenschaftsbank mit Sitz in Buchen (Odenwald), Neckar-Odenwald-Kreis (Baden-Württemberg).

## Geschäftsgebiet
Das Geschäftsgebiet umfasst nach mehreren Fusionen mit anderen Volksbanken und Raiffeisenbanken die Kommunalräume Buchen (Odenwald), Walldürn, Hardheim, Höpfingen, Adelsheim, Osterburken (nur Schlierstadt und Bofsheim) und Mudau. Im Geschäftsgebiet sind mehr als 40.000 Personen Kunden der Bank.

## Struktur

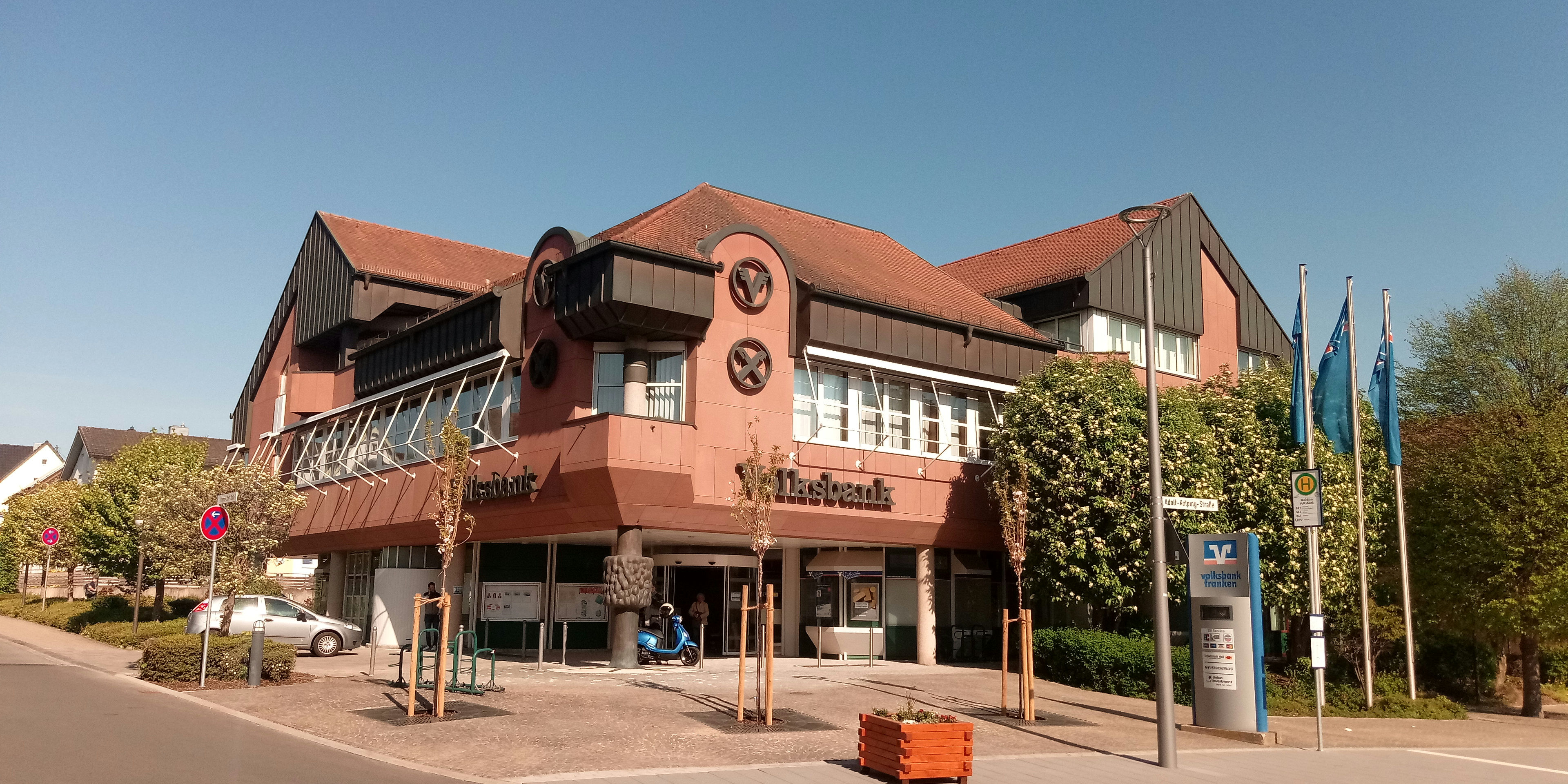
Filiale in Walldürn

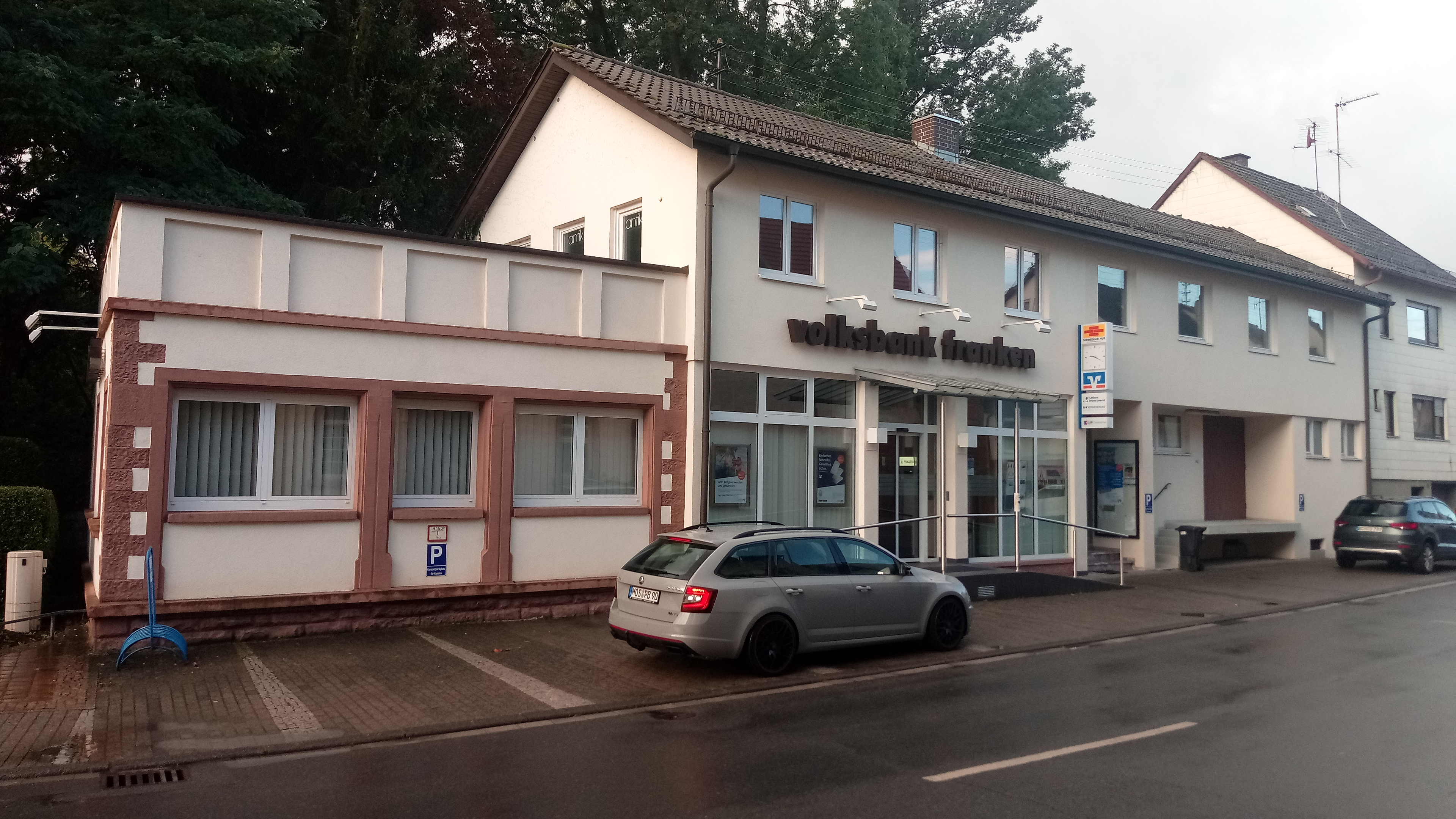
Filiale in Hainstadt

Mit über 25.000 Mitgliedern ist die Volksbank Franken eG die größte Personenvereinigung der Region. Diese Mitglieder bestimmen nach dem Genossenschaftsgesetz und der Satzung über die Vertreterversammlung und Aufsichtsrat die Geschäftspolitik der Bank.
Ergänzend zu den bankeigenen Produkten und Leistungen bietet die Volksbank Franken Leistungen der genossenschaftlichen Finanzgruppe (Bausparkasse Schwäbisch Hall, R+V Versicherungsgruppe, Union Investment, DZ BANK, VR-Leasing und die genossenschaftlichen Hypothekenbanken) an.
Die Volksbank Franken unterhält in ihrem Geschäftsgebiet 12 Filialen (inkl. SB-Filialen) mit 17 Geldautomaten.

## Ausbildung und Personalentwicklung
9 Mitarbeiter befinden sich in der Ausbildung zur Bankkauffrau bzw. zum Bankkaufmann oder zum Finanzassistenten. An der Dualen Hochschule Baden-Württemberg in Mosbach belegen jährlich ein bis zwei Studenten die Ausbildung zum Bachelor of Arts.
Daten zur Bedeutung ihrer wirtschaftlichen und gesellschaftlichen Stellung in der Region veröffentlicht die Volksbank Franken in ihrer Nachhaltigkeits- und Förderbilanz auf ihrer Homepage.

## Ausstellungen
Im Jahresverlauf präsentiert die Volksbank Franken auf ihren FinanzMarktplätzen in ihren großen Bankstellen Ausstellungen und Vernissagen. Das Spektrum reicht von Künstlern wie Tudor Banus (Paris) über Ausstellungen von Künstlern des Kunstvereins Neckar-Odenwald-Kreis bis zur Präsentation von Werken von Hobbykünstlern aus der Region.
Weiter bietet die Bank dem Handwerk die FinanzMarktplätze als Präsentationsformen zu aktuellen Themen an.